# Piz d’Emmat Dadaint
Der Piz d’Emmat Dadaint ⓘ ist ein Berg südwestlich vom Julierpass und nordwestlich vom Silsersee im Kanton Graubünden in der Schweiz mit einer Höhe von 2928 m ü. M. Durch die Nähe zum Julierpass ist er ein beliebter, einfach zu erreichender Skitourenberg.

## Lage und Umgebung
Der Piz d’Emmat Dadaint gehört zur Gruppe des Piz Lagrev, einer Untergruppe der Albula-Alpen. Der Piz d’Emmat Dadaint trennt das Oberhalbstein vom Engadin. Der Hauptgipfel befindet sich auf dem Gebiet der Gemeinde Surses, unmittelbar südlich des höchsten Punktes verläuft die Grenze zur Gemeinde Sils im Engadin/Segl. Über die Fuorcla d’Emmat (2755 m) ist der Berg mit dem Piz d’Emmat Dadora (2850 m) verbunden. 
Zu den Nachbargipfeln des Piz d’Emmat Dadaint gehören der Piz Materdell (2966 m) im Südwesten, die Roccabella (2730 m) im Westen, der Piz d’Emmat Dadora im Norden sowie der Piz da las Coluonnas (2802 m) und der Piz Lagrev (3165 m) im Nordosten.
Häufige Ausgangspunkte für die Besteigung des Piz d’Emmat Dadaint sind La Veduta (2237 m) an der Julierpassstrasse sowie Plaun da Lej im Oberengadin (1798 m).
Der am weitesten entfernte sichtbare Punkt vom Piz d’Emmat Dadaint ist das im Westen liegende Bietschhorn und ist 142 km entfernt. Das 3934 m ü. M. hohe Bietschhorn ist neben dem Aletschhorn einer der markantesten Gipfel im südlichen, zum Schweizer Kanton Wallis gehörigen Teil der Berner Alpen.

## Namensherkunft
Emmat (Demat) leitet sich wahrscheinlich vom rätoromanischen gliemat, emat für ‘Bodenbalken, Schwelle‘ ab. Möglich, jedoch weniger sicher ist eine Ableitung vom lateinischen intimus für ‘innerst‘. Dadaint steht im Idiom Surmiran für ‘inner, innerhalb‘ und leitet sich aus dem lateinischen deintus ab.

## Routen zum Gipfel

### Sommerrouten

#### Über den Leg Grevasalvas

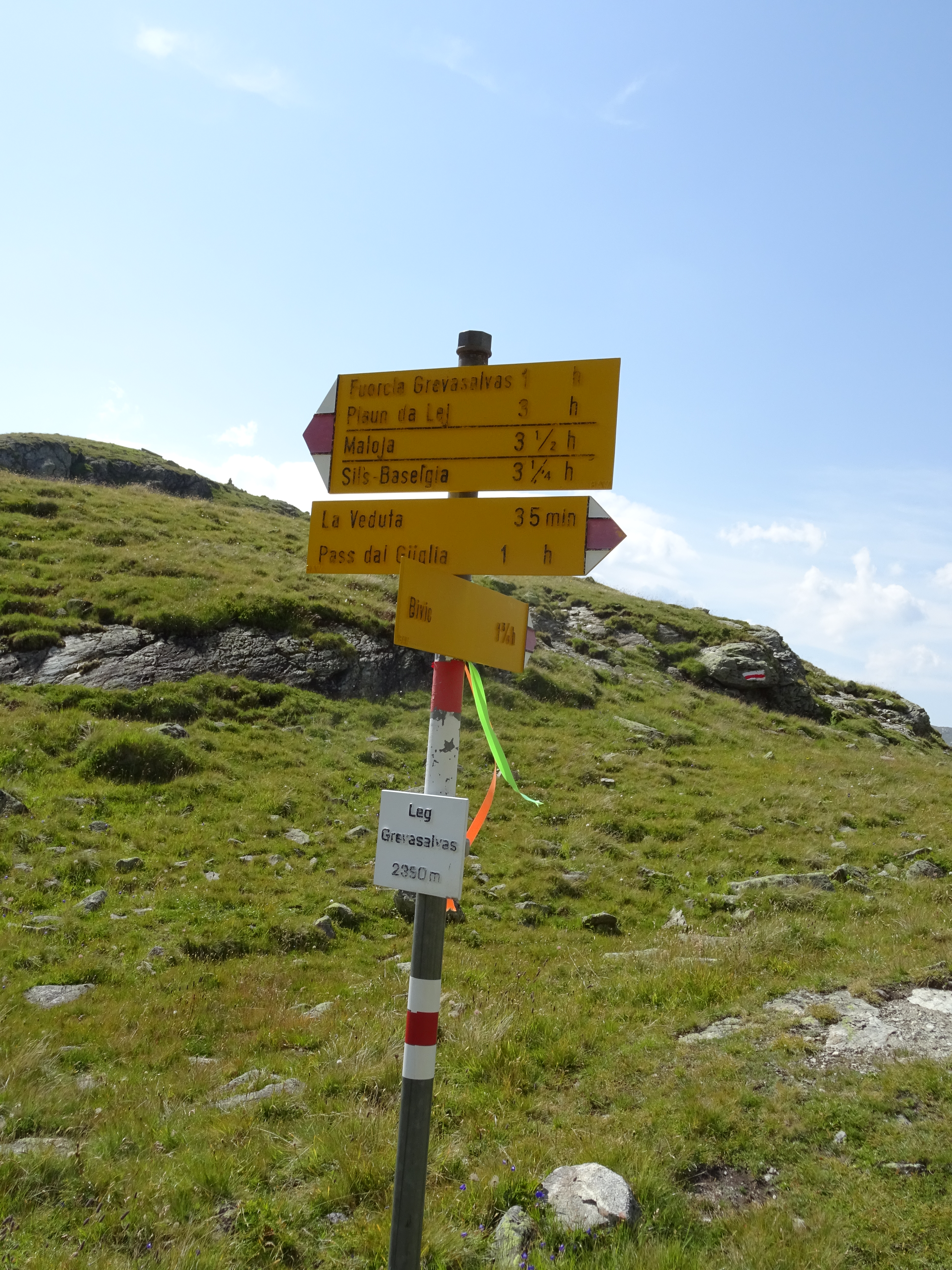
Wegweiser beim Leg Grevasalvas

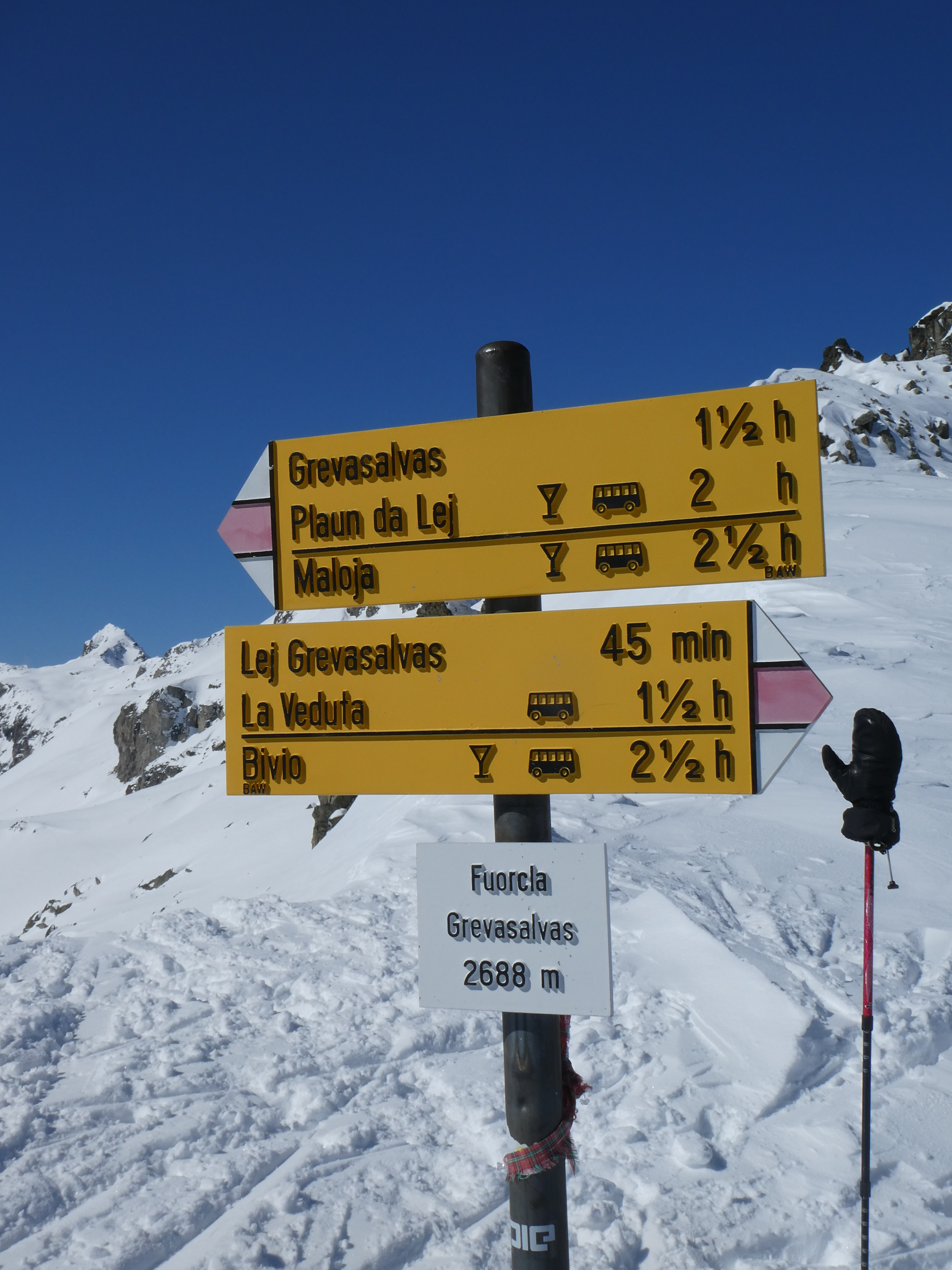
Wegweiser auf der Fuorcla Grevasalvas

- Ausgangspunkt: La Veduta (2237 m) an der Julierpassstrasse
- Via: Leg Grevasalvas
- Schwierigkeit: L, bis Fuorcla Grevasalvas als Wanderweg weiss-rot-weiss markiert
- Zeitaufwand: 4 Stunden
- Bemerkung: Bis in die Geröllmulde unterhalb der Fuorcla Grevasalvas, dann nach Westen über die Schutthänge zum Ostgrat. Über den Grat zum Gipfel.

#### Von Süden
- Ausgangspunkt: Plaun da Lej (1798 m)
- Via: Plaun Grand
- Schwierigkeit: L
- Zeitaufwand: 3½ bis 4 Stunden
- Bemerkung: Bis oberhalb von P. 2576, dann über steile Schutthänge zum Gipfel.

#### Über den Süd-West-Grat
- Ausgangspunkt: Plaun da Lej (1798 m)
- Via: Plaun Grand, Fuorcla Materdell (2779 m)
- Schwierigkeit: L
- Zeitaufwand: 3½ bis 4 Stunden

### Winterrouten

#### Über den Leg Grevasalvas
- Ausgangspunkt: La Veduta (2237 m)
- Via: Leg Grevasalvas, Fuorcla Grevasalvas
- Expositionen: N, NE
- Schwierigkeit: WS+
- Zeitaufwand: 2½ Stunden

#### Von Plaun da Lej
- Ausgangspunkt: Plaun da Lej (1798 m)
- Via: Plaun Grand
- Expositionen: S, SE
- Schwierigkeit: ZS-
- Zeitaufwand: 3½ Stunden

## Galerie

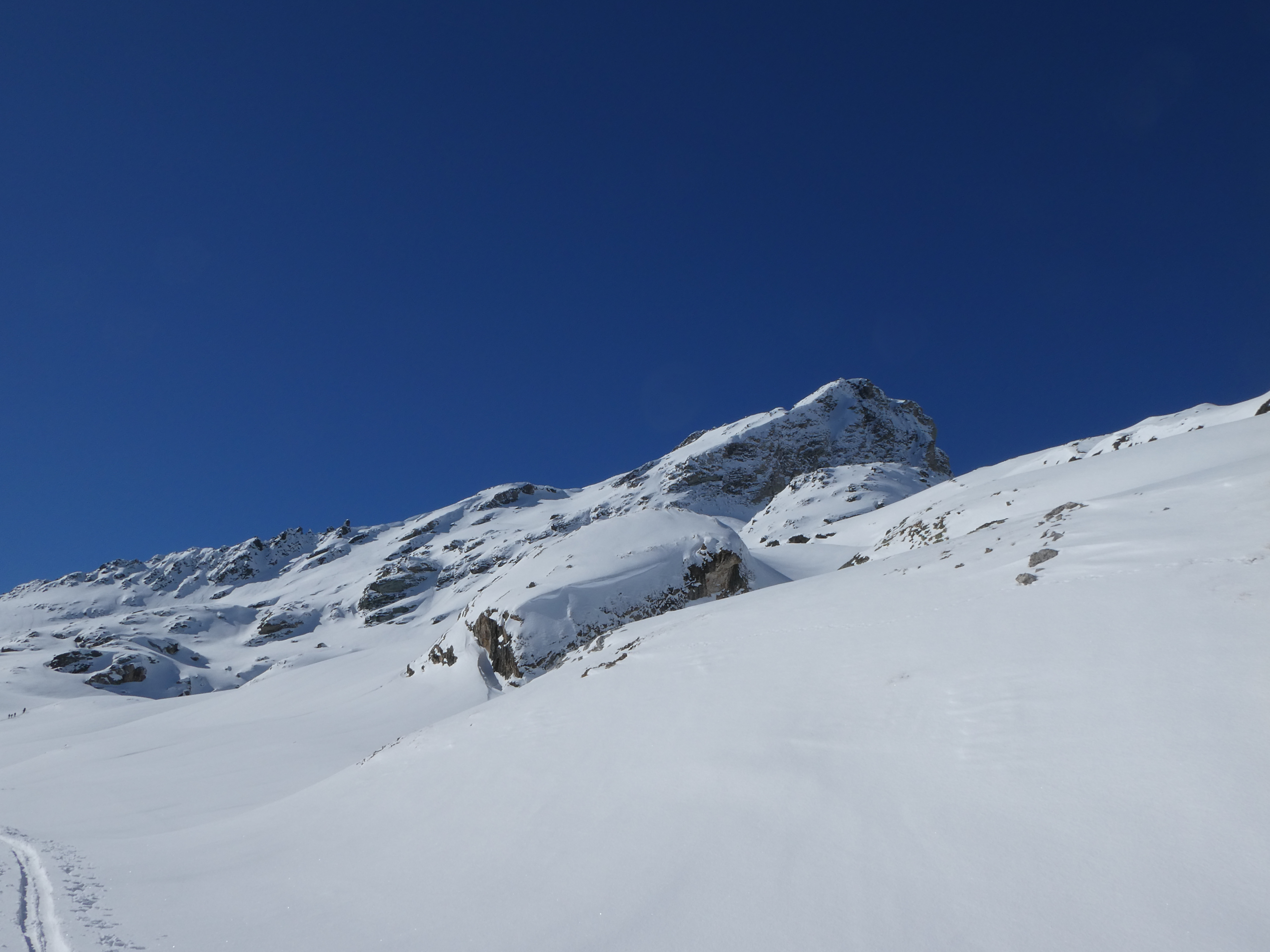
Piz d’Emmat Dadaint, von Nordosten aus betrachtet.
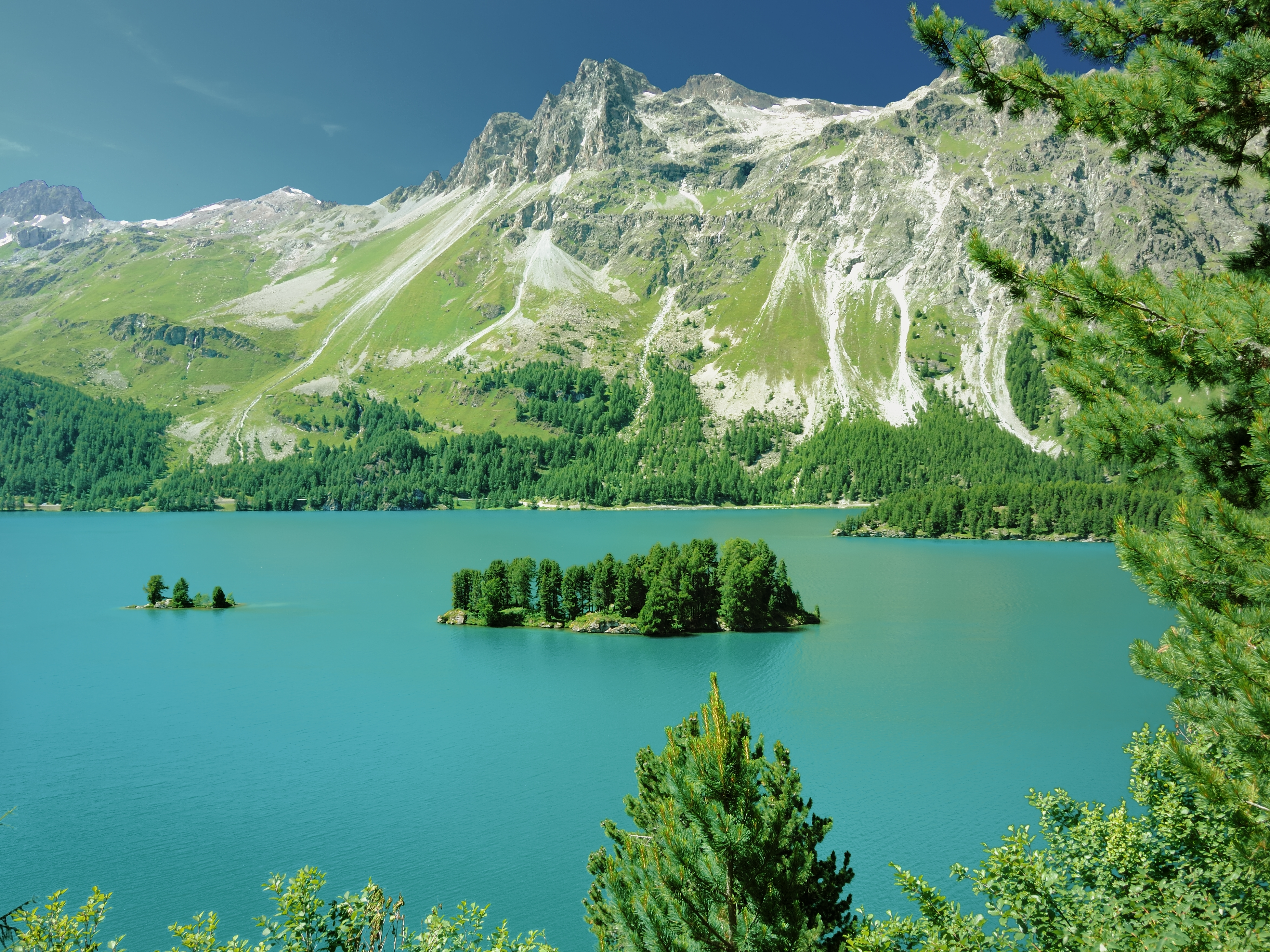
Silsersee, im Hintergrund Piz Materdell, Piz d’Emmat Dadaint und Piz Lagrev (v.l.).
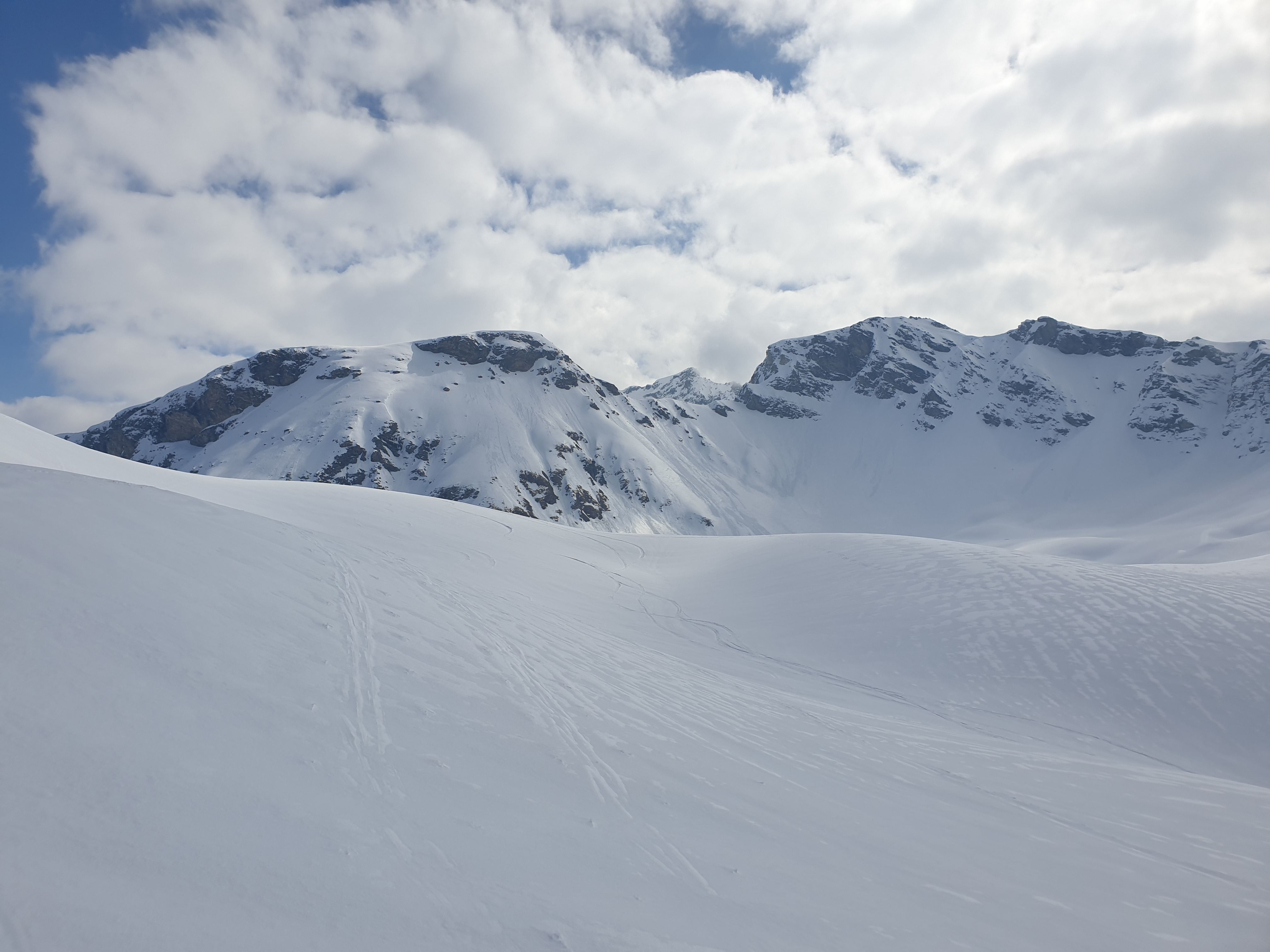
Piz d’Emmat Dadora, Fuorcla d’Emmat, Piz d’Emmat Dadaint (v.l.) und Piz Lagrev (hinten), aufgenommen von Bocchetta d'Emmat